# Cornelis Hendricksz Loen

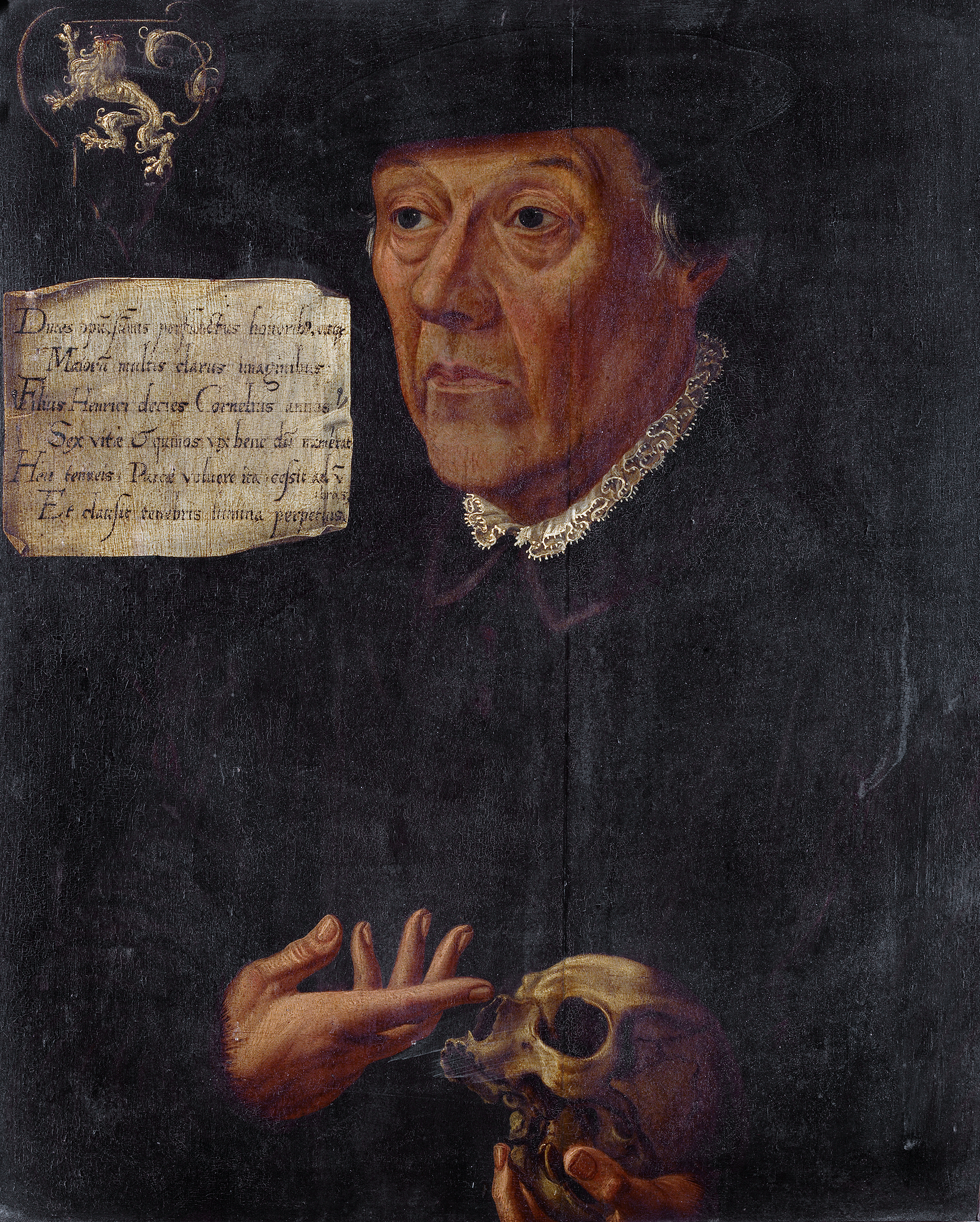
Cornelis Hendricksz Loen

Cornelis Hendricksz Loen (1481 - Amsterdam, 27 maart 1547) was burgemeester van Amsterdam tussen 1529 en 1533. 
Cornelis Loen was de zoon van Hendrik Claaszn Loen en Ymme. Hij trouwde met Lijsbeth Andriesdr Boelens (? - 9 november 1551), dochter van burgemeester Andries Boelens. Ze kregen negen kinderen. Loen was tussen 1514 en 1528 accijnsmeester en schepen tussen 1517 en 1527. Hij werd in 1521 raad in de vroedschap en was burgemeester in 1529, 1531 en 1533. Vanaf 1530 was hij ook weesmeester. Cornelis Loen woonde in het huis In den Hamburch in de Warmoesstraat (1534). 
Hij is begraven in de Oude Kerk in het oude Schutterskoor. 
De naam van de Amsterdamse regentenfamilie Boelens heeft zich niet voortgezet door de oudste zoon van de stamvader, maar door diens dochter Lijsbeth. Alhoewel zij met Cornelis Hendricksz Loen was getrouwd, namen hun kinderen toch de naam Boelens van hun moeder aan.